# Scandia-Klasse
Die Stückgutschiffe der Scandia-Klasse wurden in einer Serie von zwölf Einheiten gebaut.

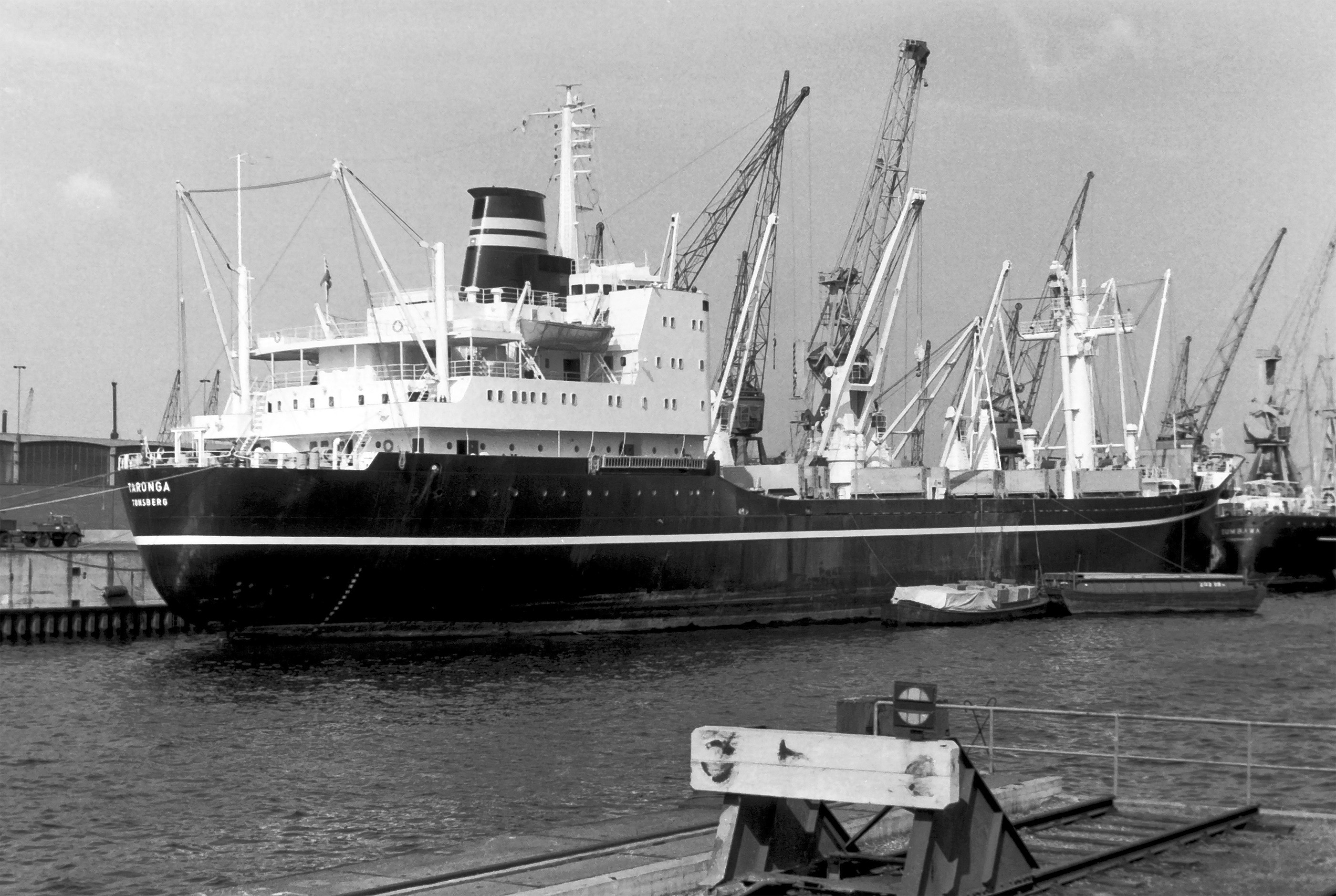
Heckansicht der Taronga (1969)

## Einzelheiten
Der Bau der Schiffe fußte auf einer Zusammenarbeit der drei skandinavischen Reedereien Rederi AB Transatlantic, Göteborg, Svenska Ostasiatiska Kompaniet, Göteborg und Wilh. Wilhelmsen in Oslo. Die drei Reedereien vereinbarten gemeinsame Eckdaten für jeweils vier Stückgutschiffe mit achterem Deckshaus und umfangreichem Ladegeschirr, die zusammen im Liniendienst zwischen Europe und Asien eingesetzt werden sollten. Die Baureihe wurde in den Jahren 1966 bis 1967 von Eriksbergs Mekaniska Verkstad in Göteborg (acht Einheiten) und der Uddevallavarvet in Uddevalla (vier Einheiten) gebaut. Die Tragfähigkeit lag bei rund 13.000 Tonnen und die Geschwindigkeit betrug etwa 19 Knoten. Die Schiffe wiesen in der Serie eine Vielzahl an Unterschieden in der Rumpfgestaltung, der abweichenden Ausrüstung mit verschiedenen Maschinenanlagen, Ladebäumen, Schwergutbäumen und Schiffskränen auf. Später wurden mehrere Einheiten zu Semicontainerschiffen umgebaut.

## Die Schiffe
| Scandia-Klasse     | Scandia-Klasse      | Scandia-Klasse | Scandia-Klasse   | Scandia-Klasse                 | Scandia-Klasse |
| Bauname            | Bauwerft Baunummer  | IMO- Nummer    | Ablieferung      | Auftraggeber                   | Umbenennungen und Verbleib |
| ------------------ | ------------------- | -------------- | ---------------- | ------------------------------ | --- |
| Hondo              | Eriksbergs/597      | 6605462        | Mai 1966         | Svenska Ostasiatiska Kompaniet | 1979 Sifnos, ab 24. Juni 1994 bei Alang Auto General Engineering Company in Alang verschrottet. |
| Killara            | Eriksbergs/599      | 6611643        | September 1966   | Rederi Transatlantic           | 1975 Hellenic Seaman, 1984 Panama Star, ab 30. Dezember 1986 bei Bysing Steel Company in Kaohsiung verschrottet. |
| Waitara            | Eriksbergs/600      | 6616760        | November 1966    | Rederi Transatlantic           | 1973 Pulawy, 1982 Milos, 1989 El-Reda, ab 10. April 1994 bei Sunrish Ship Breaking Industry in Alang verschrottet. |
| Hokkaido           | Eriksbergs/598      | 6619827        | Dezember 1966    | Svenska Ostasiatiska Kompaniet | 1977 Banglar Mita, ab 4. Juli 1991 bei Bangladesh Steel Enterprises Company in Chittagong verschrottet. |
| Torrens            | Uddevallavarvet/276 | 6622501        | 26. Februar 1967 | Wilh.Wilhelmsen                | 1971 verlängert und zum Semicontainerschiff umgebaut, 1983 Torre S., 1983 Yaguari, 1986 Yaguar, ab 29. Juli 1993 bei Engee Industrial Services in Mangalore verschrottet.                                                                  |
| Taronga            | Uddevallavarvet/277 | 6702179        | 6. April 1967    | Wilh.Wilhelmsen                | 1971 verlängert und zum Semicontainerschiff umgebaut, 1982 Sea Moon, 1984 Punta Ancla, 1994 Niaxo IV, ab 17. März 1995 bei Virenda & Company in Alang verschrottet                                                                         |
| Woollahra          | Eriksbergs/601      | 6705353        | April 1967       | Rederi Transatlantic           | 1968 Saint Jacques, 1971 verlängert und zum Semicontainerschiff umgebaut, 1981 Woollahra, 1984 Ocean Lynx, 1986 Cabo Santa Isabel, 1989 Shamrock Rio, 1991 Santos Express, ab 26. September 1994 bei Y.S.Investment in Alang verschrottet. |
| Tamerlane          | Uddevallavarvet/278 | 6704933        | 10. Mai 1967     | Wilh.Wilhelmsen                | 1971 verlängert und zum Semicontainerschiff umgebaut, 1978 Telendos, 1980 Saint Bernard, 1984 Bern, ab 12. Dezember 1984 in Dalian verschrottet.                                                                                           |
| Hirado             | Eriksbergs/602      | 6708599        | Juni 1967        | Svenska Ostasiatiska Kompaniet | 1977 Banglar Maan, ab 15. September 1983 mit Maschinenschaden in Chittagong aufgelegt und am 26. Februar 1985 zum Abbruch in Chittagong an Modhumita Shipbreakers verkauft.                                                                |
| Tirranna           | Uddevallavarvet/279 | 6711572        | 30. Juni 1967    | Wilh.Wilhelmsen                | 1971 verlängert und zum Semicontainerschiff umgebaut, 1978 Tilos, 1980 Saint Bertrand, 1984 Hermion, ab 4. August 1986 bei Chien Yu Steel Industrial Company in Kaohsiung verschrottet.                                                    |
| Talarah            | Eriksbergs/607      | 6713300        | August 1967      | Rederi Transatlantic           | 1971 verlängert und zum Semicontainerschiff umgebaut, 1980 Saint Luc, 1984 Cabo Santa Ines, 1989 Shamrock Rotterdam, 1990 Bahia Express, ab 15. November 1994 bei Y.S.Investment in Alang verschrottet.                                    |
| Hakone             | Eriksbergs/608      | 6717045        | September 1967   | Svenska Ostasiatiska Kompaniet | 1979 Hallborg, ab 8. Dezember 1985 in Shanghai verschrottet. |
| Miramar Ship Index |                     |                |                  |                                | |